# Turó de Vilardanó
El Turó de Vilardanó és una muntanya de 828 metres que es troba al municipi de Ripoll, a la comarca catalana del Ripollès.